# Le Chiffre
Le Chiffre é um personagem fictício criado pelo escritor inglês Ian Fleming para o livro Casino Royale, de 1953, como o vilão e arquinimigo do espião James Bond. Levado ao cinema duas vezes, ele foi vivido pelo ator dinamarquês Mads Mikkelsen em 007 Casino Royale de 2006 e por Orson Welles, no filme homônimo, em 1967. Na televisão norte-americana, ele apareceu em imagem pela primeira vez na pele do ator Peter Lorre, na primeira adaptação do livro, feita em 1954 pela CBS.
Fleming criou a personagem baseado no perfil do ocultista, mágico e escritor britânico Aleister Crowley.

## Características
Na história original, Le Chiffre é um integrante da SMERSH, a agência de inteligência soviética, do qual não se sabe nada de seu passado, além de ser alguém que passou pelo campo de concentração de Dachau após a II Guerra Mundial, então usado como campo de reunião e recolocação de pessoas sem casa nem parentes depois da guerra. É alto, de cabelos castanhos, se veste bem, de maneira meticulosa, e é fluente em várias línguas.

## Le Chiffre em Casino Royale 2006
A personagem é o vilão principal do filme, um banqueiro de organizações terroristas, possivelmente de nacionalidade albanesa ou apátrida. Um gênio da matemática e mestre em xadrez, suas habilidades o fazem ganhar muito dinheiro em investimentos regidos por probabilidades ou em jogos de azar, como o pôquer. Le Chiffre sofre de hemolacria, uma anomalia física que faz com que a pessoa produza lágrimas compostas parcialmente de sangue e assim, como no livro, se veste sempre de maneira impecável, com trajes escuros e sóbrios. Ele usa um inalador de benzedrina de platina, por causa da doença.
Ele é contatado por Mr. White, representante de uma organização terrorista chamada Quantum (o que só se sabe no filme seguinte), para ajudá-los a investir uma larga soma de dinheiro para um cliente de Uganda, o chefe da Exército de Libertação do Senhor, Steven Obanno. Le Chiffre, porém, graças à intervenção de Bond impedindo um plano de sabotagem industrial, perde US$101.206.000 dólares de seus clientes.
De maneira a recuperar o prejuízo e com sua vida ameaçada, ele entra num torneio de pôquer milionário no Cassino Royale, em Montenegro, antes que Obanno e Mr. White descubram o prejuízo com seus investimentos. Le Chiffre tem suas atividades vigiadas pelo serviço secreto britânico e assim Bond é enviado por M ao cassino, para impedi-lo de recuperar seu dinheiro, com fundos do governo para participar do jogo e derrotá-lo. O motivo do MI-6 é forçar Le Chiffre a procurar proteção do governo inglês, em troca de valiosas informações sobre as organizações terroristas das quais ele é o principal investidor.
Descobrindo que seu dinheiro foi perdido, Obanno invade a suíte de Le Chiffre no hotel, ameaça matá-lo e amputar o braço de sua amante e assistente, Valenka, mas acaba concedendo mais uma chance ao vilão de recuperar o dinheiro no jogo. Voltando para a mesa de jogo - e sem saber que Bond havia matado Obanno e seu capanga, depois de descoberto escutando a conversa no quarto de Le Chiffre - ele a princípio vence seus adversários e ganha todo o dinheiro que Bond havia recebido do MI-6 para a partida. Sem conseguir mais dinheiro de Vesper Lynd, a funcionária do Tesouro de Sua Majestade enviada como observadora, Bond é ajudado por Felix Leiter, agente da CIA, que o banca com outra alta soma em dinheiro. Com o jogo recomeçado e de volta a ele, Bond - mesmo depois de uma tentativa de assassinato por envenenamento - consegue vencer Le Chiffre com um straight flush, tirando-lhe todo o dinheiro.
Usando Lynd para preparar uma armadilha para 007 numa estrada, Le Chiffre acaba capturando-o e quando 007 acorda está amarrado numa cadeira em algum galpão abandonado, e o vilão prepara-se para torturá-lo, para que ele lhe diga onde está o dinheiro. Como Bond, mesmo sob tortura, se recusa a lhe dar a informação, ele avisa que vai castrá-lo com uma faca, mas quando inicia o ato é morto com um tiro na testa por Mr. White, que aparece de surpresa no lugar, matando-o e a seus capangas, por conta de sua falha em recuperar o dinheiro perdido.

## Le Chiffre em Casino Royale 1967
No primeiro filme realizado em 1967, a história original de Fleming foi transformada numa sátira e muito pouco do original foi mantido, com vários personagens incluídos que não constam do livro, além de um roteiro completamente nonsense de uma comédia pastiche, em que tudo é explodido no final.
Le Chiffre é apenas um dos vilões do filme, e aparece nele justamente nas partes em que o roteiro mais segue a história original, o enfrentamento dele com 007 no cassino. Ele é um integrante da SMERSH que precisa recuperar o dinheiro perdido em mesas anteriores de bacará. Primeiro ele tenta fazer um leilão de fotos comprometedoras de integrantes dos governos e das Forças Armadas das grandes potências, no que é impedido por uma sabotagem de Mata Bond, a filha de James Bond com Mata Hari. Sem opção, com as fotografias destruídas, ele volta à mesa de bacará para tentar recuperar o prejuízo.
Na mesa, entretanto, Le Chiffre tem que enfrentar Evelyn Tremble, um mestre no jogo, contratado pelo MI-6 e por James Bond para se passar por ele e vencer Le Chiffre. O vilão tenta todo tipo de truques e mágicas para tirar a atenção de Tremble e derrotá-lo, mas acaba perdendo todo o dinheiro.
Derrotado e na bancarrota, Le Chiffre sequestra Tremble para tentar reaver o dinheiro e o submete a várias torturas psicodélicas. A tortura termina, porém, quando assassinos da SMERSH o matam com um tiro na testa depois de falhar em recuperar o dinheiro na mesa do jogo.